# San Sebastián Ocotlán
San Sebastián Ocotlán är en ort i Mexiko.   Den ligger i kommunen Santiago Apóstol och delstaten Oaxaca, i den sydöstra delen av landet, 400 km sydost om huvudstaden Mexico City. San Sebastián Ocotlán ligger 1 487 meter över havet och antalet invånare är 455.
Terrängen runt San Sebastián Ocotlán är platt åt sydväst, men åt nordost är den kuperad. Runt San Sebastián Ocotlán är det ganska tätbefolkat, med 67 invånare per kvadratkilometer. Närmaste större samhälle är Villa de Zaachila, 16,6 km norr om San Sebastián Ocotlán. Omgivningarna runt San Sebastián Ocotlán är en mosaik av jordbruksmark och naturlig växtlighet.